# Pavel Soloviev
Pour les articles homonymes, voir Soloviev.
Pavel Aleksandrovitch Soloviev (en russe : Павел Александрович Соловьёв, Pavel Aleksandrovitch Soloviov), né le 16 juin 1917 à Alekino (aujourd'hui dans l'oblast d'Ivanovo) et mort le 13 octobre 1996 à Perm (Russie), est un ingénieur soviétique, constructeur de moteurs aéronautiques.
Pavel Soloviev succéda à Arkadi Dmitrievitch Chvetsov et développa en 1960 le réacteur double-flux D-20P destiné au Tupolev Tu-124 ainsi que le réacteur double-flux D-30 du Tupolev Tu-134, l'un des premiers au monde et le premier en Union soviétique.
De 1953 à 1989 il dirigea le bureau d'études (OKB) de Perm devenu depuis la société Aviadvigatel.
Il fut décoré de la médaille de Héros du travail socialiste et de l'Ordre de Lénine.